# UBS

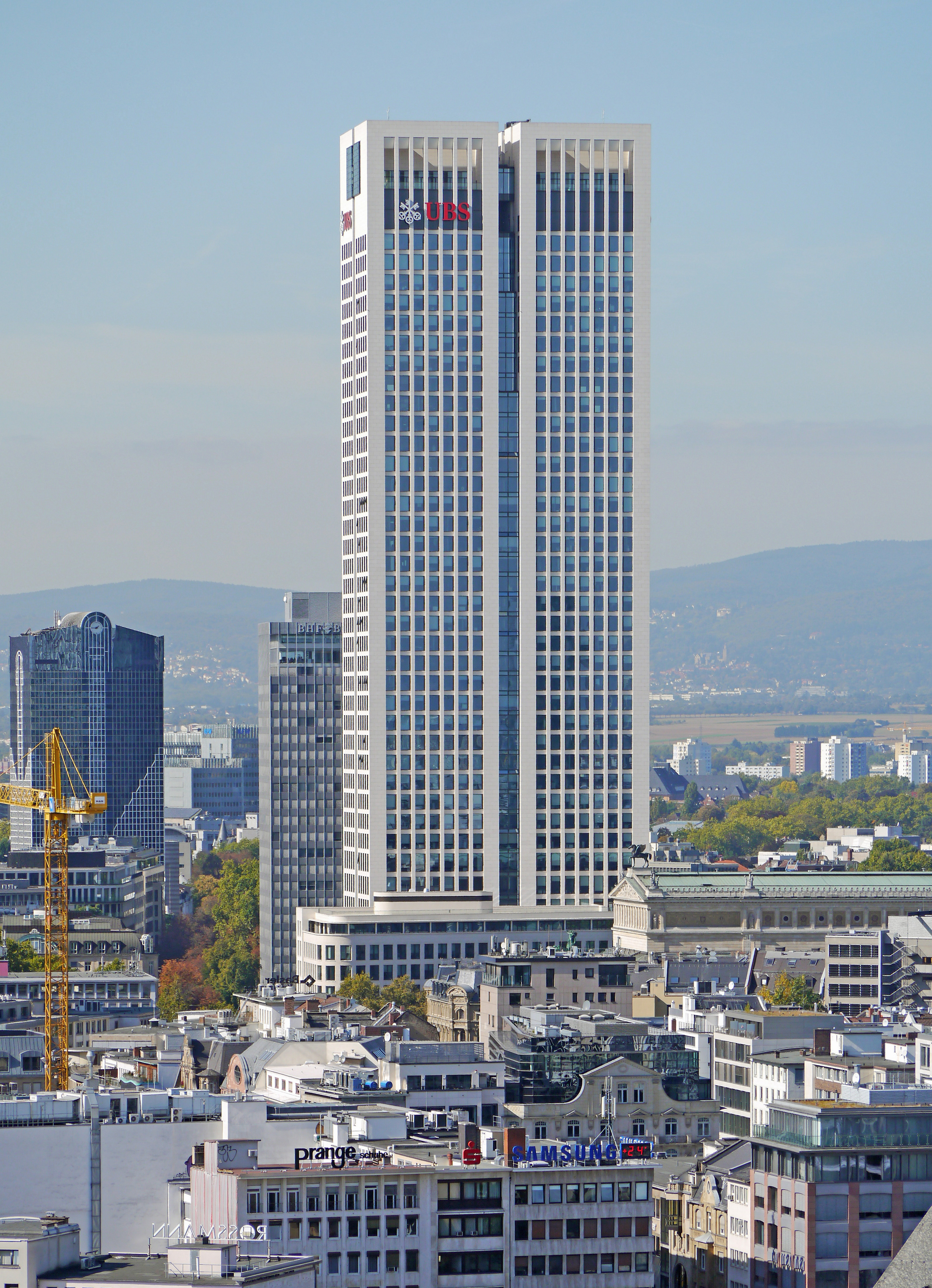
Trụ sở chính của UBS Europe SE tại Frankfurt am Main, Đức

Khóa thứ ba trong logo UBS có nghĩa là bảo vệ bí mật ngân hàng.

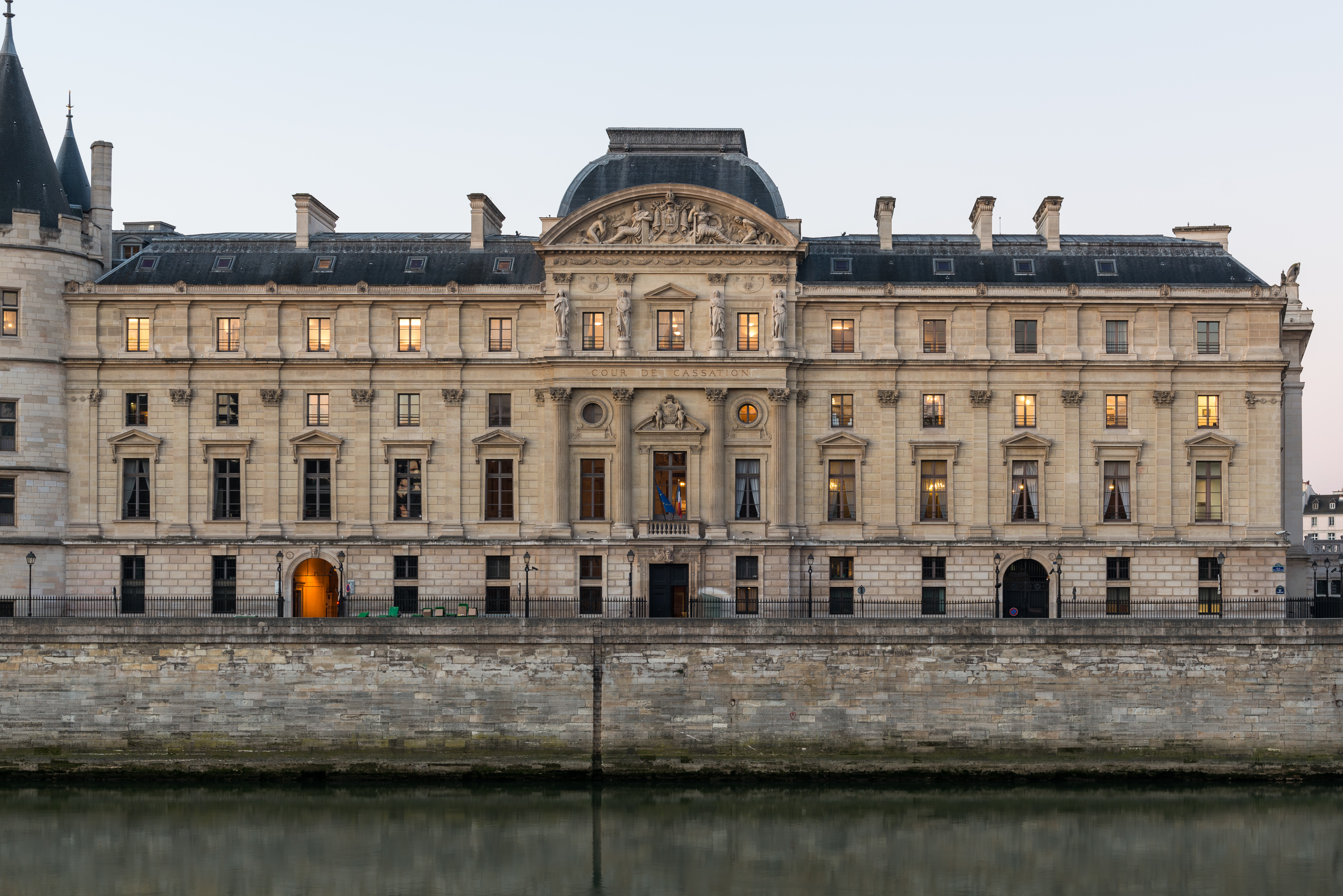
Tòa án tối cao của Pháp, Cour de Cassation, phán quyết chống lại UBS trong kháng cáo trốn thuế năm 2014 của họ.

UBS Group AG là một ngân hàng đầu tư đa quốc gia và công ty dịch vụ tài chính của Thụy Sĩ, có trụ sở tại Thụy Sĩ. Đồng trụ sở tại các thành phố Zürich và Basel, công ty duy trì sự hiện diện ở tất cả các trung tâm tài chính lớn trên thế giới với tư cách là tổ chức ngân hàng lớn nhất Thụy Sĩ. Các dịch vụ khách hàng của UBS được biết đến với tính bảo mật nghiêm ngặt và văn hóa bảo mật ngân hàng. UBS có vị trí quan trọng tại các thị trường Châu Mỹ, EMEA và Châu Á Thái Bình Dương, UBS trở thành một tổ chức tài chính quan trọng toàn cầu.
UBS được thành lập vào năm 1862 với tư cách là Ngân hàng tại Winterthur cùng với sự ra đời của ngành ngân hàng Thụy Sĩ. Trong những năm 1890, Tập đoàn Ngân hàng Thụy Sĩ (tiếng Anh: Swiss Bank Corporation; SBC) được thành lập, hình thành một tập đoàn ngân hàng tư nhân mở rộng nhờ sự trung lập quốc tế của Thụy Sĩ. Ngân hàng Winterthur sáp nhập với Ngân hàng Toggenburger vào năm 1912 để thành lập Ngân hàng Liên minh Thụy Sĩ (Union Bank of Switzerland; UBS) và phát triển nhanh chóng sau Luật Ngân hàng năm 1934. Sau nhiều thập kỷ cạnh tranh thị trường giữa SBC và UBS, hai công ty đã sáp nhập vào năm 1998 để tạo ra một công ty duy nhất được gọi là "UBS". Trong những năm đầu thập niên 2000, sự phát triển của UBS và Credit Suisse đã thiết lập trừng phạt hợp pháp đối với nhóm độc quyền hoạt động tại thị trường tư nhân Thụy Sĩ. Sau khi UBS quản lý các khoản lỗ nặng nề trong cuộc khủng hoảng tài chính năm 2008 bằng chương trình phục hồi tài sản, công ty đã bị ảnh hưởng bởi vụ bê bối lừa đảo năm 2011 dẫn đến khoản lỗ giao dịch trị giá 2 tỷ USD. Vào năm 2012, ngân hàng đã định hướng lại tập trung xung quanh việc quản lý tài sản và hạn chế các hoạt động buôn bán. Nhờ nguồn vốn, các giao thức bảo mật và danh tiếng về quyền quyết định đã mang lại một thị phần đáng kể trong ngành ngân hàng và mức độ trung thành với thương hiệu cao. Dựa trên các thỏa thuận trong khu vực và ảnh hưởng chính trị, UBS được coi là một trong những "tổ chức tài chính lớn nhất, quyền lực nhất và có ảnh hưởng tư nhân nhất trên thế giới". Hoạt động của UBS tại Thụy Sĩ và Hoa Kỳ lần lượt được xếp hạng thứ nhất và thứ hai, trên Chỉ số bí mật tài chính 2018.
Ngoài ngân hàng tư nhân, UBS cung cấp quản lý tài sản, quản lý tài sản và dịch vụ ngân hàng đầu tư cho các khách hàng tư nhân, doanh nghiệp và tổ chức với dịch vụ quốc tế. UBS quản lý số lượng tài sản tư nhân lớn nhất thế giới, trong số các khách hàng chiếm khoảng một nửa số tỷ phú trên thế giới. Mặc dù đã cắt giảm các hoạt động buôn bán, UBS là một trong chín ngân hàng đầu tư " Bulge Bracket " trên thế giới và được coi là nhà sản xuất thị trường sơ cấp toàn cầu. Ngân hàng cũng duy trì nhiều kho tiền ngân hàng ngầm, hầm ngầm và kho lưu trữ vàng miếng quanh dãy Alps của Thụy Sĩ và quốc tế. Một phần do bí mật ngân hàng của công ty, là trung tâm của nhiều cuộc điều tra tránh thuế được thực hiện bởi chính quyền Mỹ, Pháp, Đức, Israel và Bỉ, nhận được sự chỉ trích thường xuyên vì tạo điều kiện cho việc không tuân thủ thuế và các dịch vụ tài chính hải ngoại.
Tính đến năm 2017, UBS là ngân hàng lớn thứ 11 ở châu Âu với vốn hóa thị trường là 64,5 tỷ đô la. Công ty quản lý hơn hơn CHF 3.2 nghìn tỷ tài sản (AUM), khoảng 2,8 nghìn tỷ CHF trong số đó là tài sản đầu tư. Vào tháng 6 năm 2017, tỷ lệ hoàn vốn đầu tư của công ty là 11,1%, tiếp theo là 9,5% của Goldman Sachs và 9,2% của JPMorgan Chase. Vào cuối năm 2016, UBS đã thành lập một phòng thí nghiệm nghiên cứu công nghệ blockchain ở London để thúc đẩy an ninh mạng và mã hóa các hoạt động của khách hàng. 
|  | Bank in Winterthur (est. 1862) |
|  |                                |
|  | Toggenburger Bank (est. 1863)  |
|  |                                |

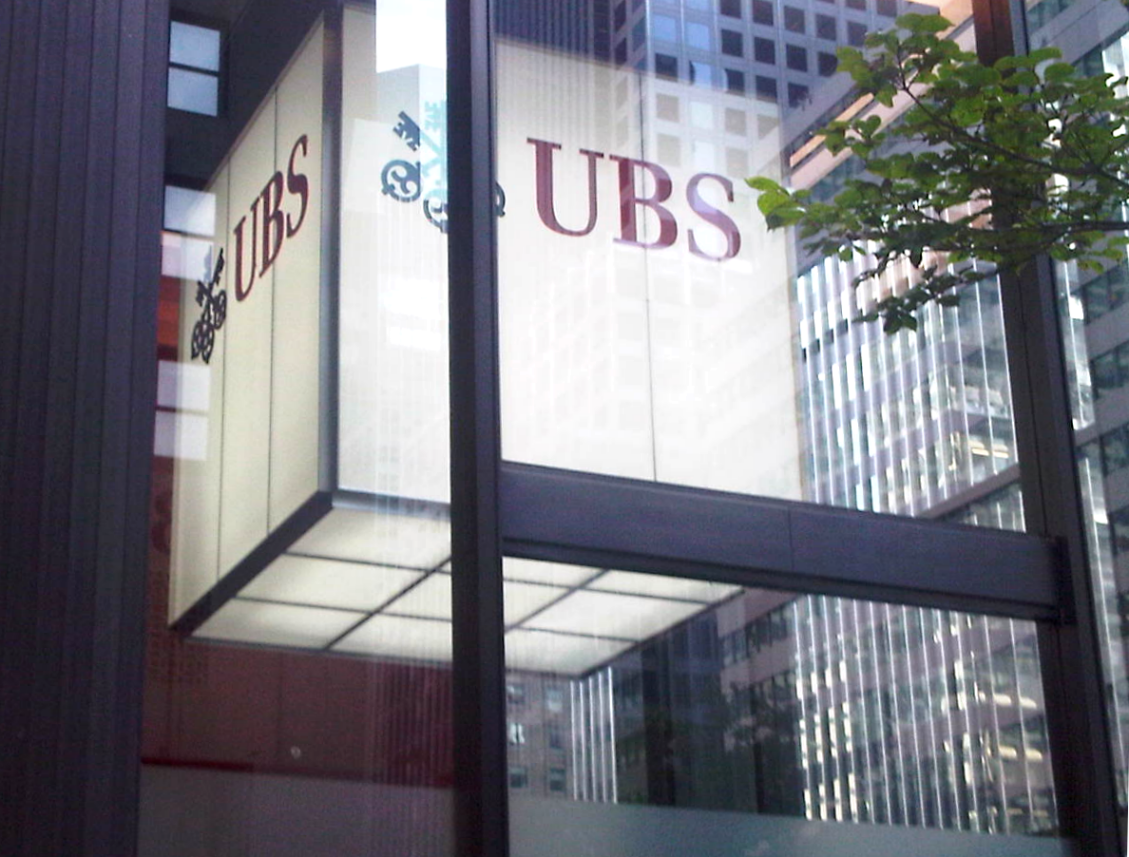
Văn phòng của Ngân hàng Đầu tư UBS tại 299 Park Avenue, Thành phố New York.

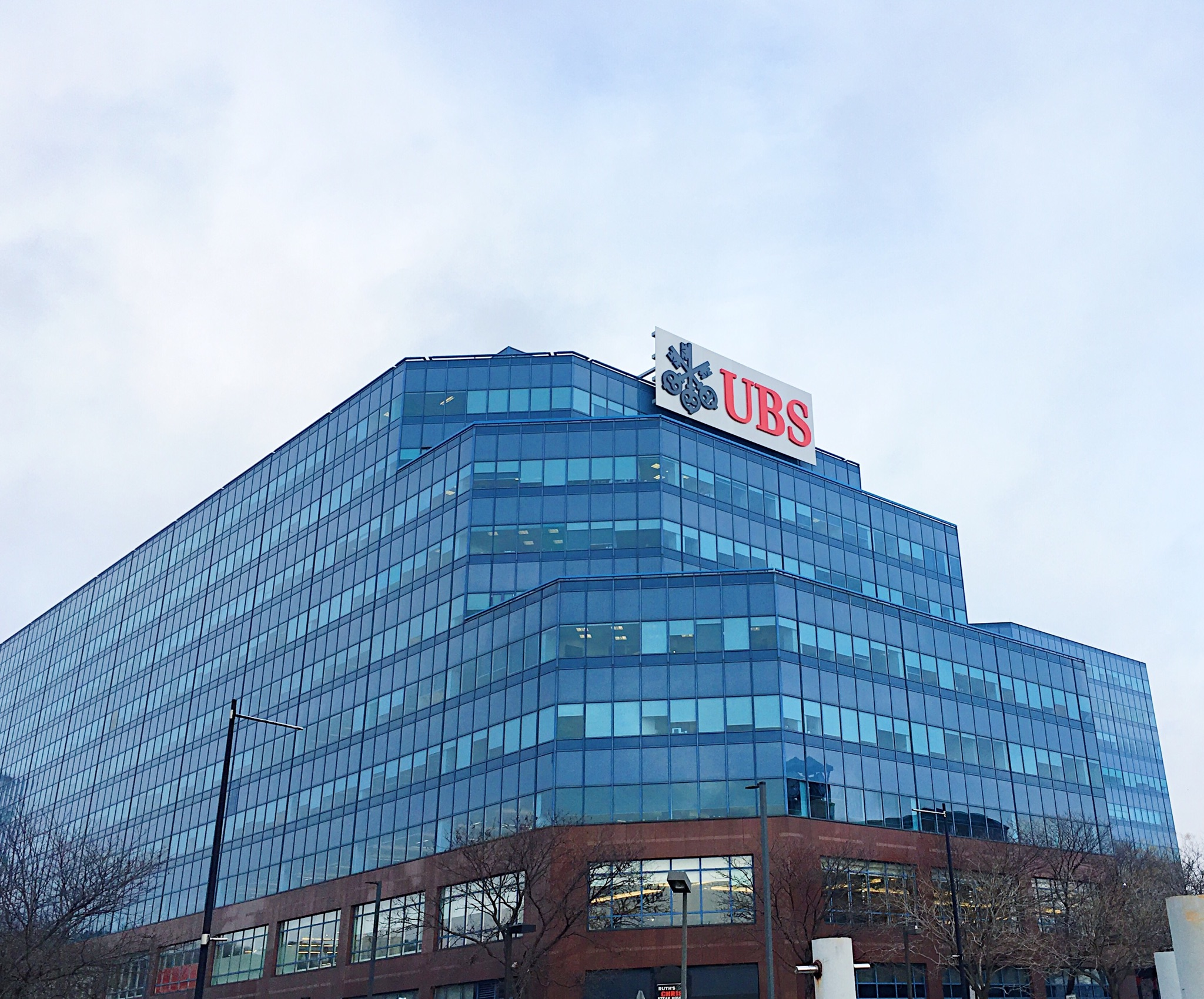
Trụ sở quản lý tài sản của UBS Hoa Kỳ tại Cảng Lincoln ở Weehawken, New Jersey

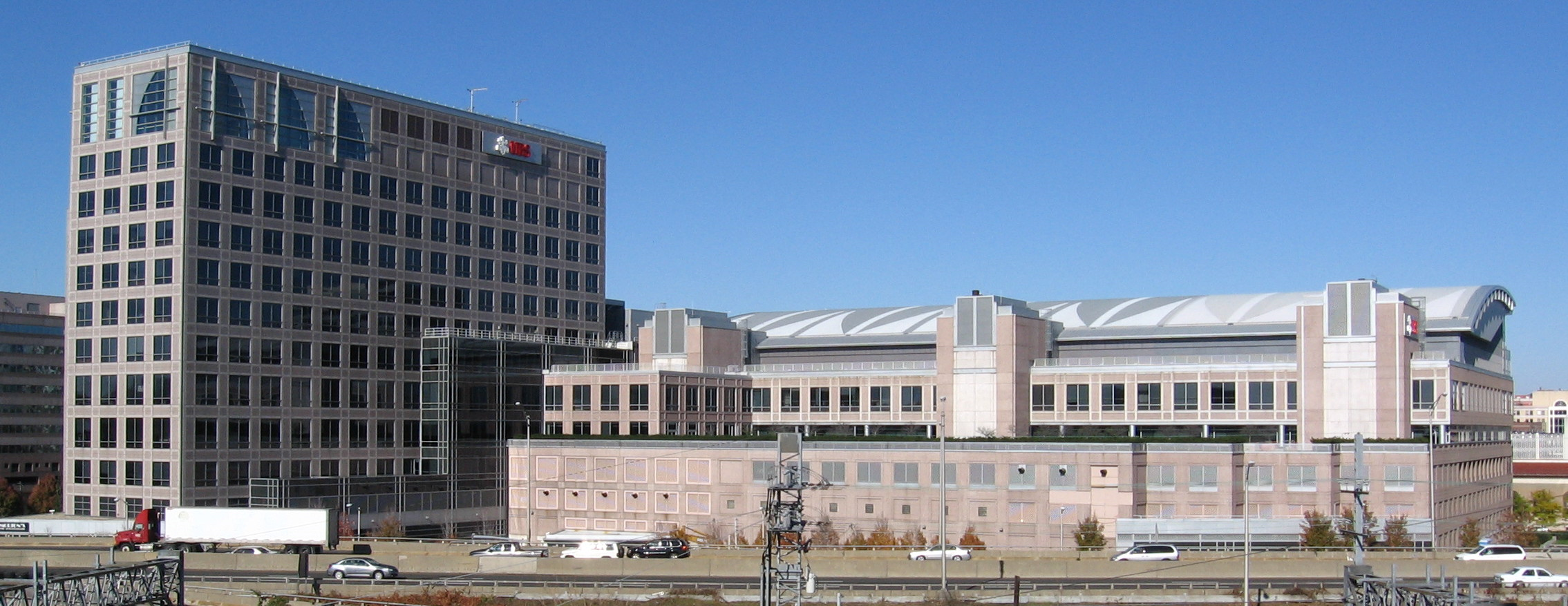
Các văn phòng cũ của Ngân hàng Đầu tư UBS tại Stamford, Connecticut. Với kích thước gần bằng hai sân bóng đá Mỹ, đây là sàn giao dịch không có cột lớn nhất thế giới.

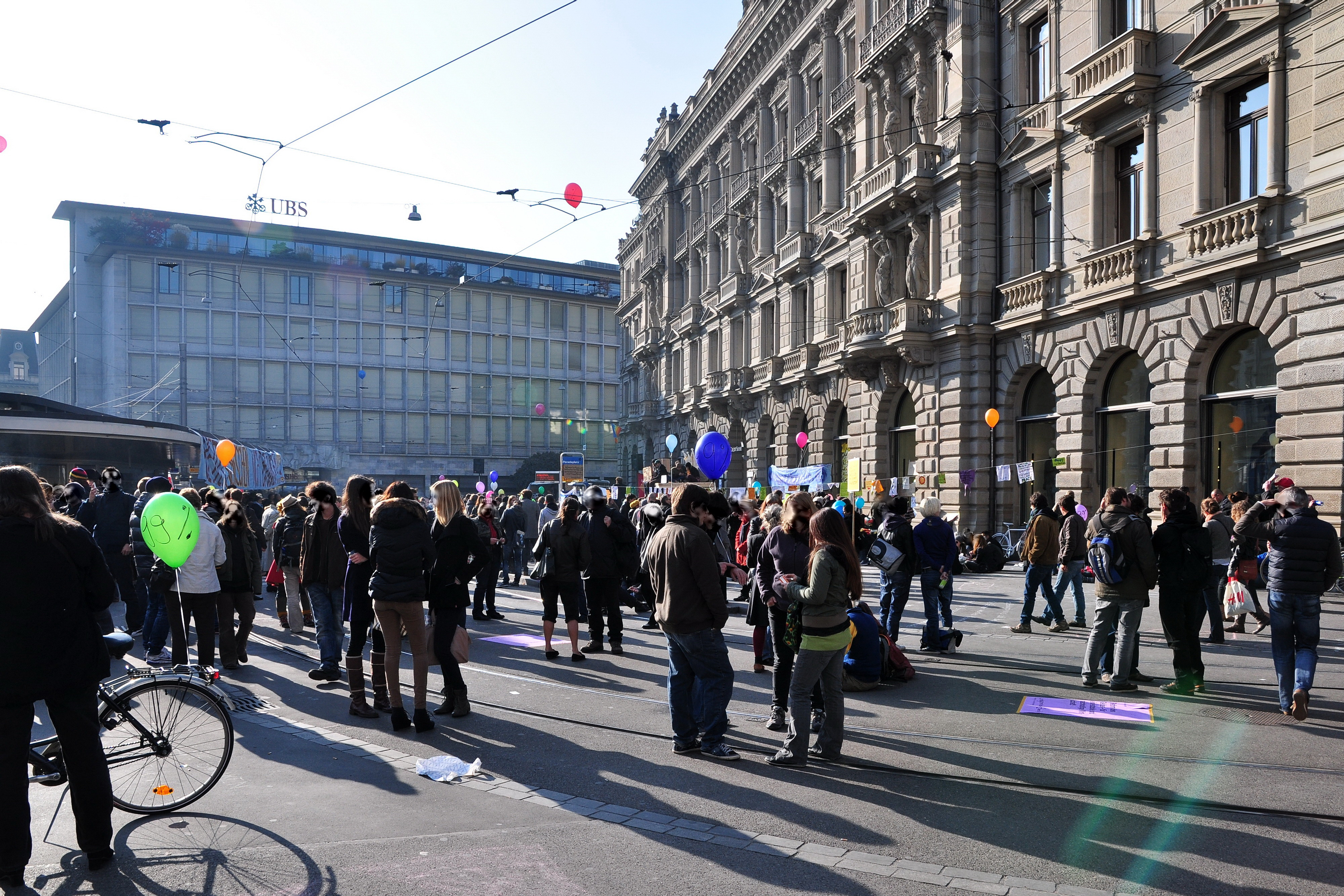
Các chi nhánh của UBS và Credit Suisse nằm cạnh nhau tại Zurich

Logo của Tập đoàn Ngân hàng Thụy Sĩ (khoảng năm 1973), có ba chìa khóa để tượng trưng cho sự tự tin, an ninh và thận trọng.

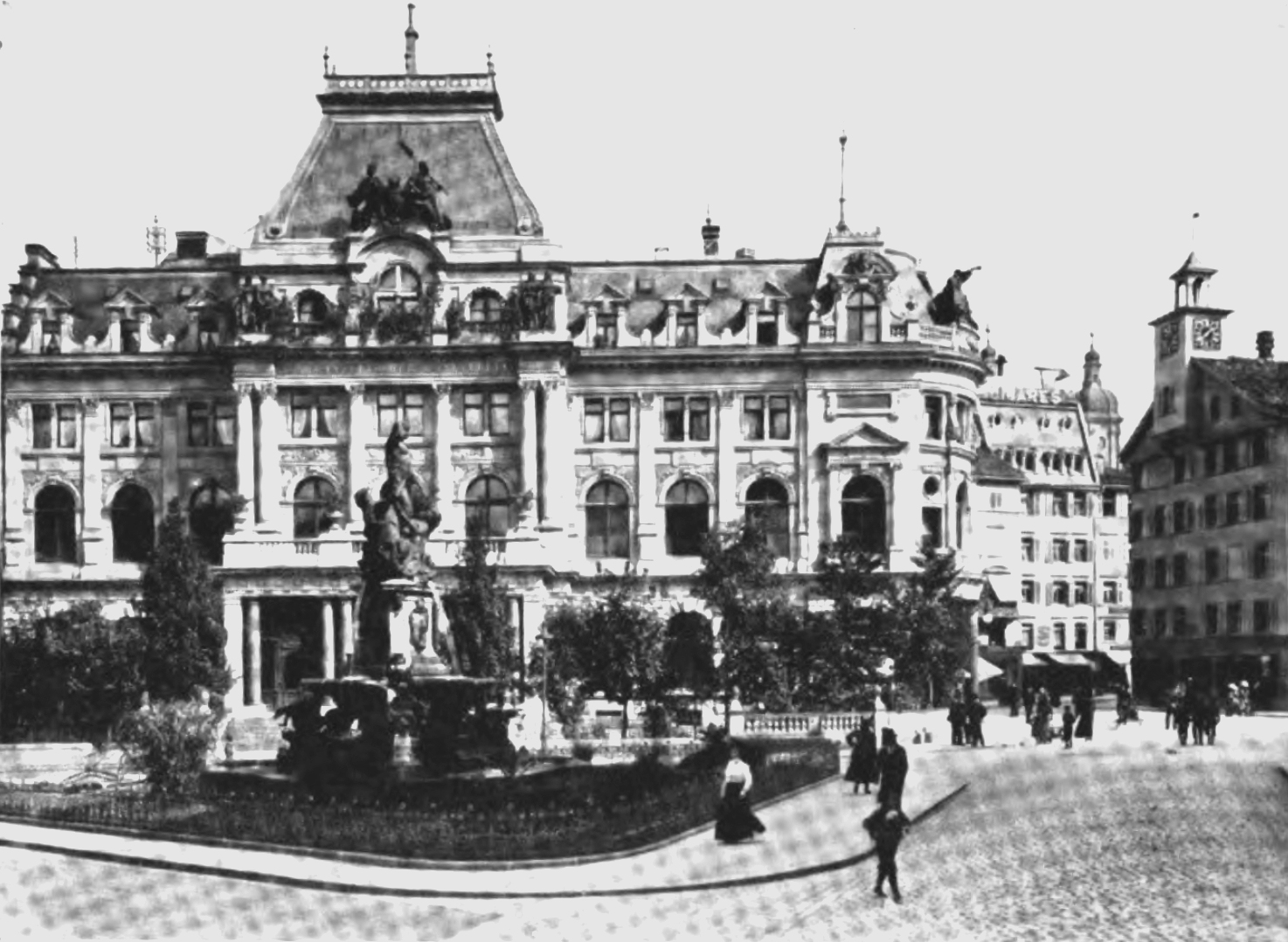
The Gallen, Thụy Sĩ, văn phòng của Swiss Bank Corporation c.1920

Logo Liên minh Thụy Sĩ năm 1966, có hai từ viết tắt tên tiếng Anh và tiếng Pháp (UBS) và đối tác Đức (SBG).

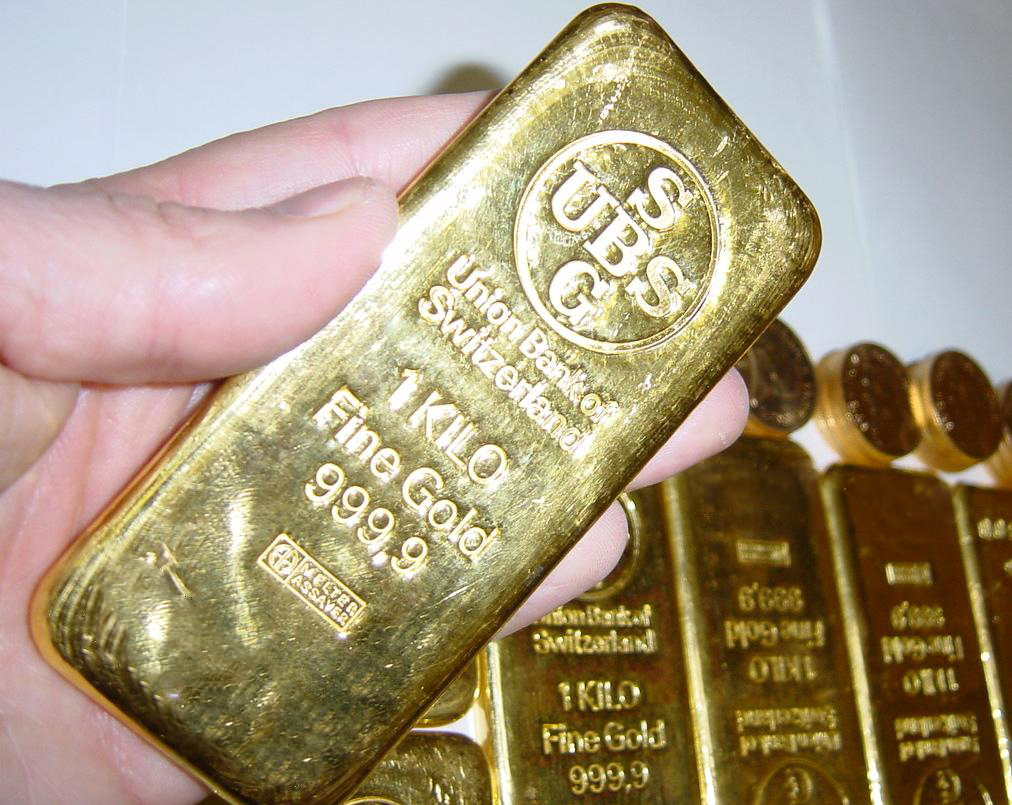
UBS đã nắm giữ một lượng lớn vàng bị đánh cắp trong kho tiền ngân hàng của họ trong Thế chiến II. Ảnh: Một thỏi vàng do UBS phát hành, tan chảy từ "tài sản không có người nhận" gửi vào ngân hàng.

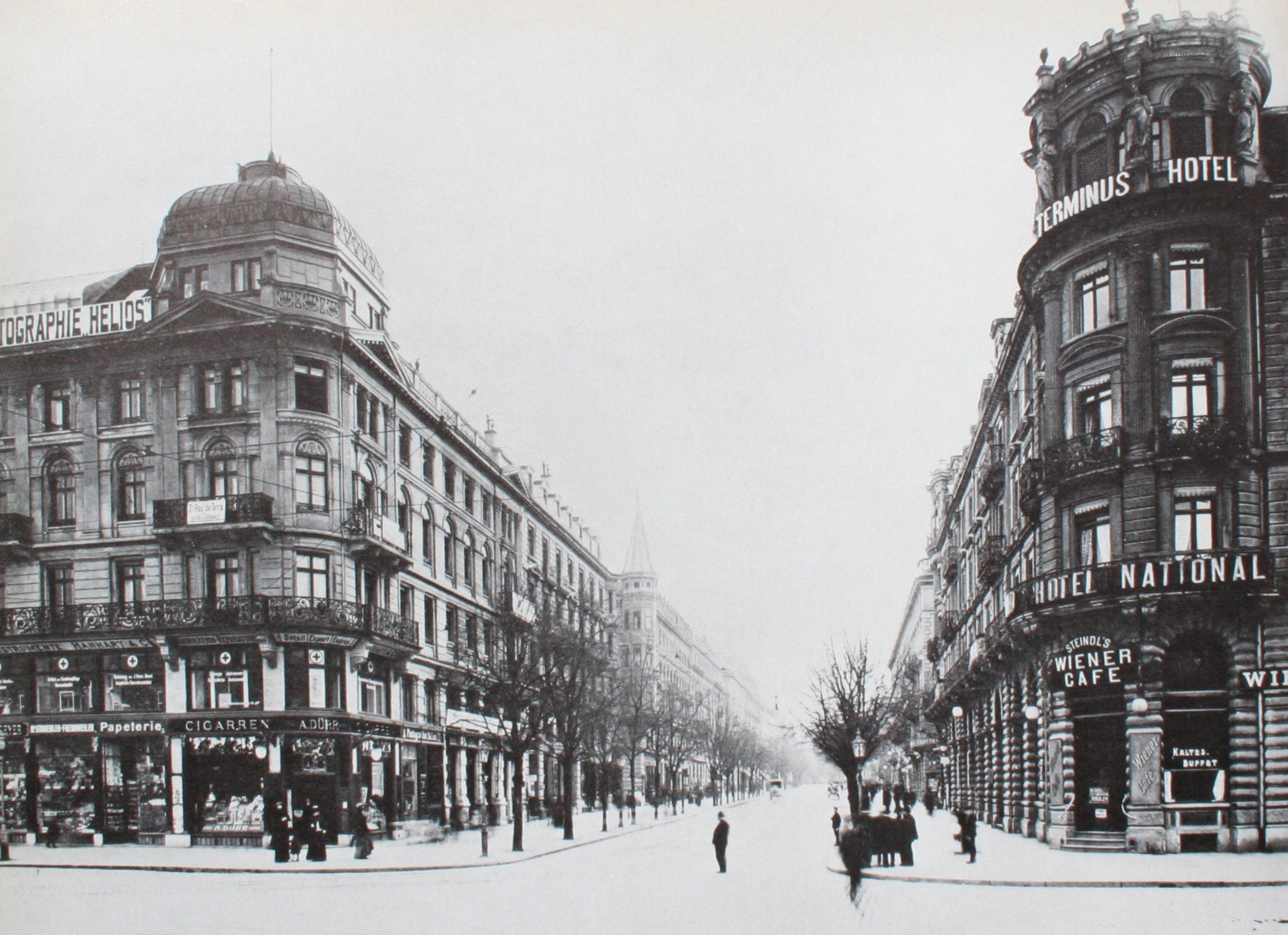
Năm 1917, Ngân hàng Liên minh Thụy Sĩ đã mở một trụ sở mới tại Bahnhofstr (ảnh trên) ở Zürich.

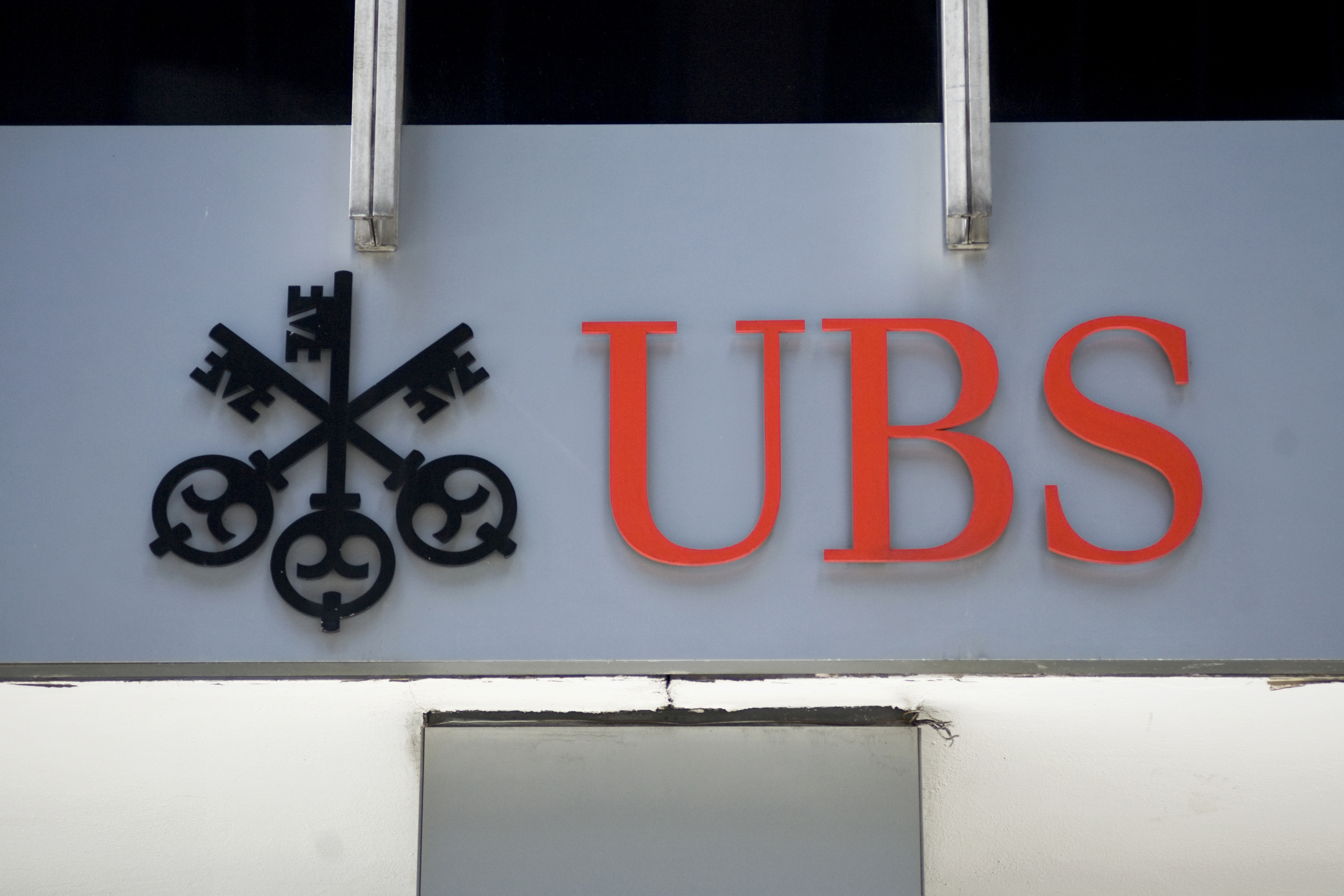
Sau khi hai ngân hàng sáp nhập, họ chỉ được gọi là "UBS" trong khi vẫn giữ biểu tượng "ba chìa khóa" của Tập đoàn Ngân hàng Thụy Sĩ.

Logo Uaine PaineWebber được sử dụng từ năm 2001 đến 2003 khi việc sử dụng thương hiệu Paine Webber bị hủy bỏ

UBS Warburg là thương hiệu được sử dụng cho bộ phận Ngân hàng Đầu tư của UBS từ năm 1999 đến 2003.

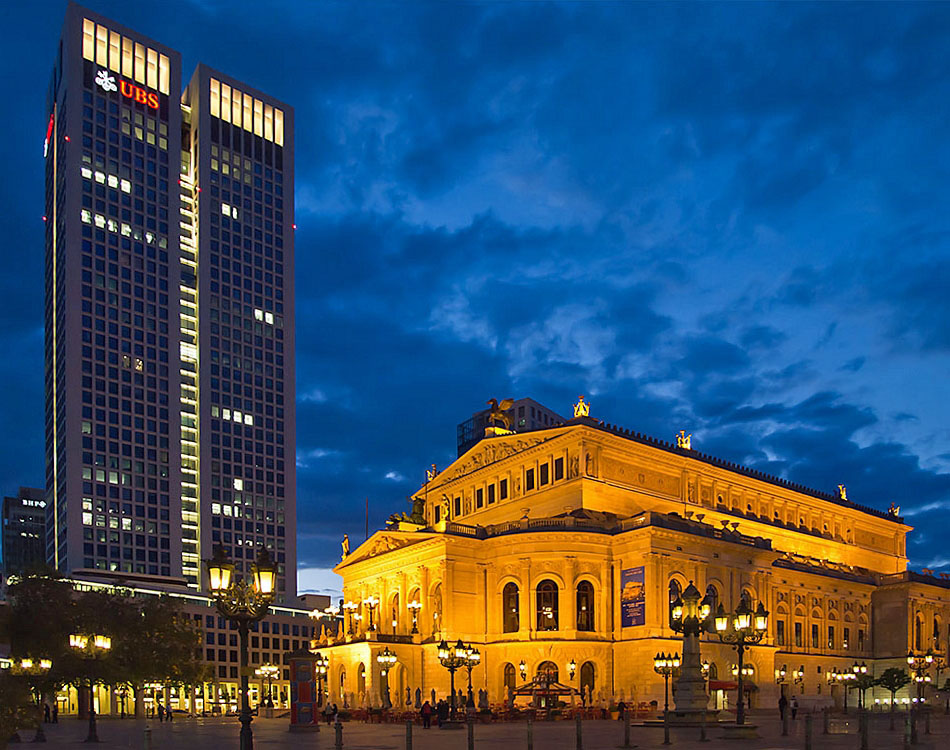
Dịch vụ tài chính UBS (trái) tại Frankfurt, 2012

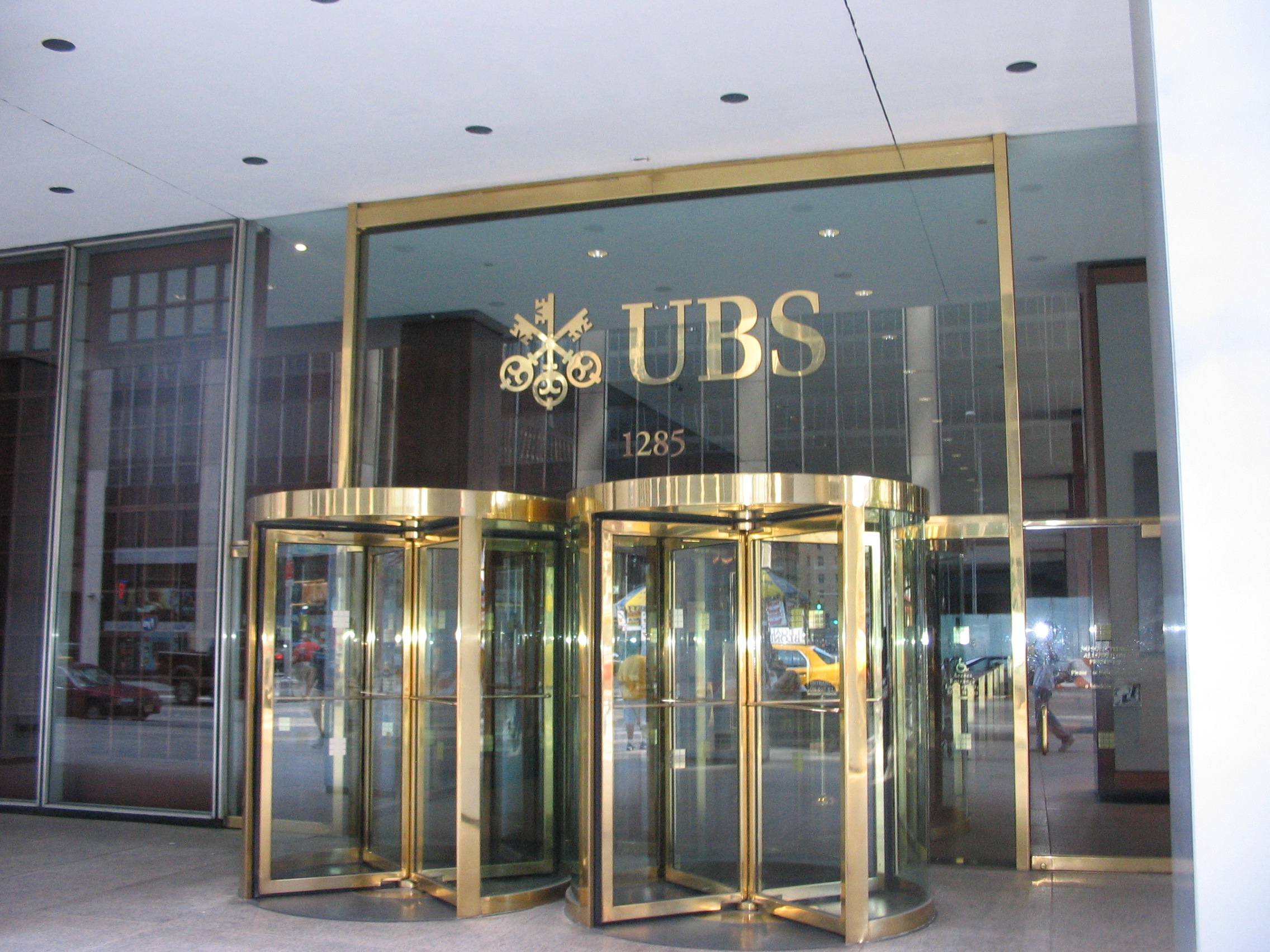
Tòa nhà UBS trên Đại lộ Châu Mỹ ở Midtown Manhattan.

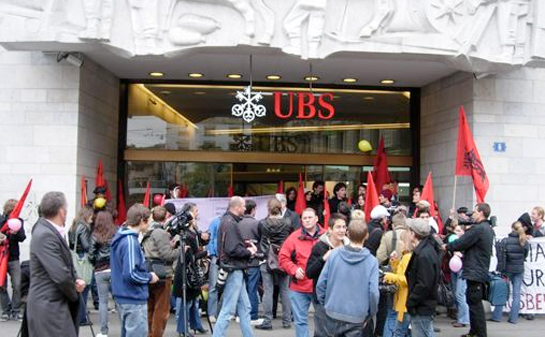
Người biểu tình bên ngoài trụ sở Zürich của UBS, 2009.

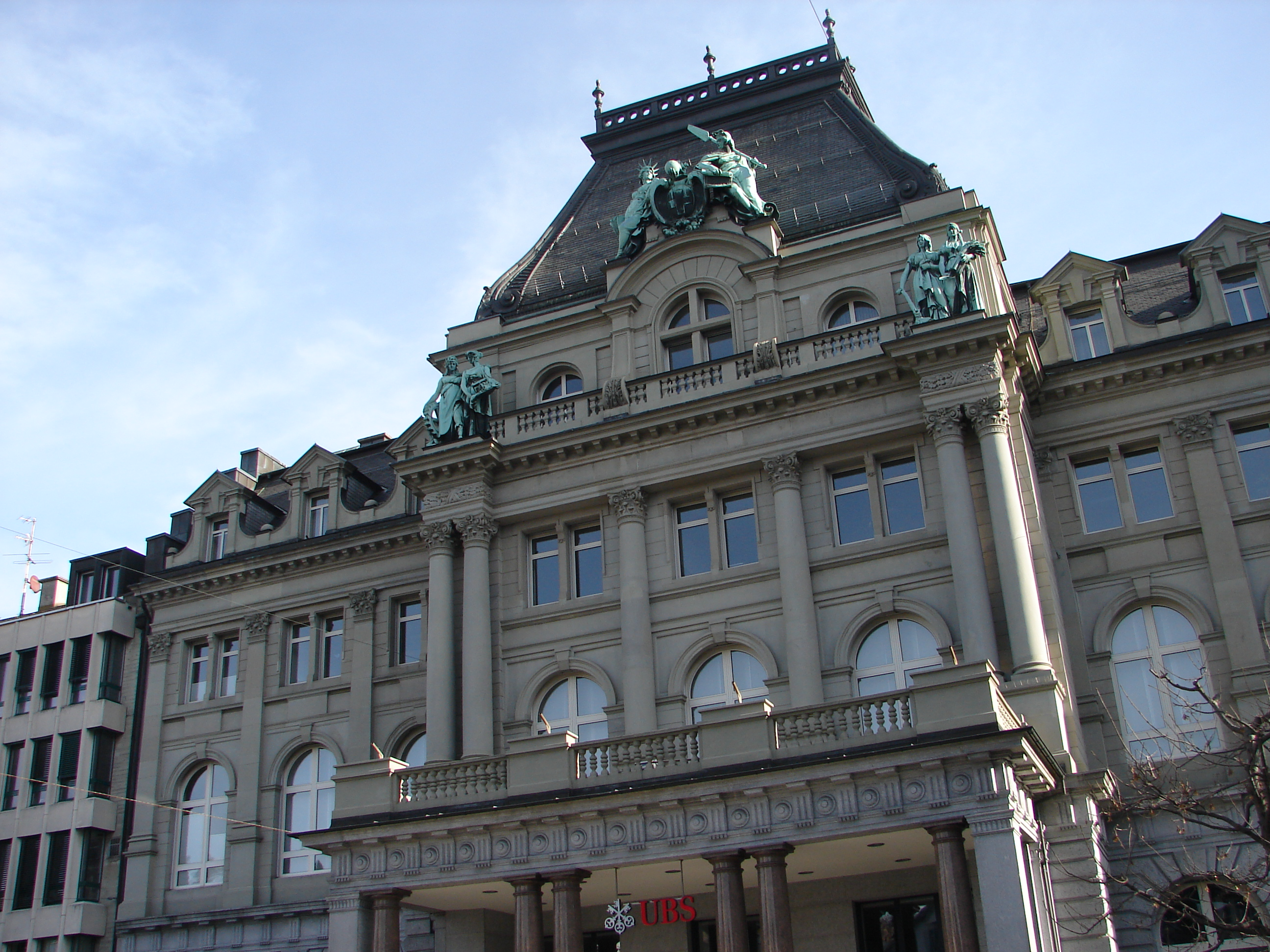
Một ngân hàng bán lẻ UBS để quản lý tài sản tư nhân ở St. Gallen, Thụy Sĩ

|  | Aargauische Kreditanstalt (est. 1872) |
|  |                                       |
|  | Bank in Baden (est. 1863)             |
|  |                                       |

|  | Schröder Brothers & Co. (est. 1846) |
|  |                                     |
|  | Münchmeyer & Co. (est. 1855)        |
|  |                                     |
|  | Frederick Hengst & Co.              |
|  |                                     |

|  | Bank in Winterthur (est. 1862) |
|  |                                |
|  | Toggenburger Bank (est. 1863)  |
|  |                                |

|  | Aargauische Kreditanstalt (est. 1872) |
|  |                                       |
|  | Bank in Baden (est. 1863)             |
|  |                                       |

|  | Schröder Brothers & Co. (est. 1846) |
|  |                                     |
|  | Münchmeyer & Co. (est. 1855)        |
|  |                                     |
|  | Frederick Hengst & Co.              |
|  |                                     |

| Basler & Zürcher Bankverein (est. 1880) | \| \| Basler Banvkerein (est. 1856 as Bankverein, renamed in 1872) \| \| \| \| \| \| Zürcher Bankverein (est. 1889) \| \| \| \| |
|                                         | \| \| Basler Banvkerein (est. 1856 as Bankverein, renamed in 1872) \| \| \| \| \| \| Zürcher Bankverein (est. 1889) \| \| \| \| |
|                                         | Basler Depositenbank (est. 1882)                                                                                                |
|                                         | |
|                                         | Schweiz Unionbank (est. 1889)                                                                                                   |
|                                         | |
|                                         | Basler Banvkerein (est. 1856 as Bankverein, renamed in 1872)                                                                    |
|                                         | |
|                                         | Zürcher Bankverein (est. 1889)                                                                                                  |
|                                         | |

|  | Basler Banvkerein (est. 1856 as Bankverein, renamed in 1872) |
|  |                                                              |
|  | Zürcher Bankverein (est. 1889)                               |
|  |                                                              |

|  | S. G. Warburg & Co. (est. 1946, acq. 1995) |
|  |                                            |
|  | Dillon, Read & Co. (est. 1832, acq. 1997)  |
|  |                                            |

| Basler & Zürcher Bankverein (est. 1880) | \| \| Basler Banvkerein (est. 1856 as Bankverein, renamed in 1872) \| \| \| \| \| \| Zürcher Bankverein (est. 1889) \| \| \| \| |
|                                         | \| \| Basler Banvkerein (est. 1856 as Bankverein, renamed in 1872) \| \| \| \| \| \| Zürcher Bankverein (est. 1889) \| \| \| \| |
|                                         | Basler Depositenbank (est. 1882)                                                                                                |
|                                         | |
|                                         | Schweiz Unionbank (est. 1889)                                                                                                   |
|                                         | |
|                                         | Basler Banvkerein (est. 1856 as Bankverein, renamed in 1872)                                                                    |
|                                         | |
|                                         | Zürcher Bankverein (est. 1889)                                                                                                  |
|                                         | |

|  | Basler Banvkerein (est. 1856 as Bankverein, renamed in 1872) |
|  |                                                              |
|  | Zürcher Bankverein (est. 1889)                               |
|  |                                                              |

|  | S. G. Warburg & Co. (est. 1946, acq. 1995) |
|  |                                            |
|  | Dillon, Read & Co. (est. 1832, acq. 1997)  |
|  |                                            |

|  | Paine & Webber (est. 1880)   |
|  |                              |
|  | Jackson & Curtis (est. 1879) |
|  |                              |

|                                                     | Blyth & Co. est. 1914 as Blyth, Witter & Co.                                                                                            |
|                                                     | |
| Eastman Dillon Union Securities & Co. (merged 1956) | \| \| Union Securities est. 1939 as spin-off from J. & W. Seligman & Co. \| \| \| \| \| \| Eastman Dillon & Co. (est. 1912) \| \| \| \| |
|                                                     | \| \| Union Securities est. 1939 as spin-off from J. & W. Seligman & Co. \| \| \| \| \| \| Eastman Dillon & Co. (est. 1912) \| \| \| \| |
|                                                     | Union Securities est. 1939 as spin-off from J. & W. Seligman & Co.                                                                      |
|                                                     | |
|                                                     | Eastman Dillon & Co. (est. 1912) |
|                                                     | |

|  | Union Securities est. 1939 as spin-off from J. & W. Seligman & Co. |
|  |                                                                    |
|  | Eastman Dillon & Co. (est. 1912)                                   |
|  |                                                                    |

|  | Paine & Webber (est. 1880)   |
|  |                              |
|  | Jackson & Curtis (est. 1879) |
|  |                              |

|                                                     | Blyth & Co. est. 1914 as Blyth, Witter & Co.                                                                                            |
|                                                     | |
| Eastman Dillon Union Securities & Co. (merged 1956) | \| \| Union Securities est. 1939 as spin-off from J. & W. Seligman & Co. \| \| \| \| \| \| Eastman Dillon & Co. (est. 1912) \| \| \| \| |
|                                                     | \| \| Union Securities est. 1939 as spin-off from J. & W. Seligman & Co. \| \| \| \| \| \| Eastman Dillon & Co. (est. 1912) \| \| \| \| |
|                                                     | Union Securities est. 1939 as spin-off from J. & W. Seligman & Co.                                                                      |
|                                                     | |
|                                                     | Eastman Dillon & Co. (est. 1912) |
|                                                     | |

|  | Union Securities est. 1939 as spin-off from J. & W. Seligman & Co. |
|  |                                                                    |
|  | Eastman Dillon & Co. (est. 1912)                                   |
|  |                                                                    |

|  | Bank in Winterthur (est. 1862) |
|  |                                |
|  | Toggenburger Bank (est. 1863)  |
|  |                                |

|  | Aargauische Kreditanstalt (est. 1872) |
|  |                                       |
|  | Bank in Baden (est. 1863)             |
|  |                                       |

|  | Schröder Brothers & Co. (est. 1846) |
|  |                                     |
|  | Münchmeyer & Co. (est. 1855)        |
|  |                                     |
|  | Frederick Hengst & Co.              |
|  |                                     |

|  | Bank in Winterthur (est. 1862) |
|  |                                |
|  | Toggenburger Bank (est. 1863)  |
|  |                                |

|  | Aargauische Kreditanstalt (est. 1872) |
|  |                                       |
|  | Bank in Baden (est. 1863)             |
|  |                                       |

|  | Schröder Brothers & Co. (est. 1846) |
|  |                                     |
|  | Münchmeyer & Co. (est. 1855)        |
|  |                                     |
|  | Frederick Hengst & Co.              |
|  |                                     |

| Basler & Zürcher Bankverein (est. 1880) | \| \| Basler Banvkerein (est. 1856 as Bankverein, renamed in 1872) \| \| \| \| \| \| Zürcher Bankverein (est. 1889) \| \| \| \| |
|                                         | \| \| Basler Banvkerein (est. 1856 as Bankverein, renamed in 1872) \| \| \| \| \| \| Zürcher Bankverein (est. 1889) \| \| \| \| |
|                                         | Basler Depositenbank (est. 1882)                                                                                                |
|                                         | |
|                                         | Schweiz Unionbank (est. 1889)                                                                                                   |
|                                         | |
|                                         | Basler Banvkerein (est. 1856 as Bankverein, renamed in 1872)                                                                    |
|                                         | |
|                                         | Zürcher Bankverein (est. 1889)                                                                                                  |
|                                         | |

|  | Basler Banvkerein (est. 1856 as Bankverein, renamed in 1872) |
|  |                                                              |
|  | Zürcher Bankverein (est. 1889)                               |
|  |                                                              |

|  | S. G. Warburg & Co. (est. 1946, acq. 1995) |
|  |                                            |
|  | Dillon, Read & Co. (est. 1832, acq. 1997)  |
|  |                                            |

| Basler & Zürcher Bankverein (est. 1880) | \| \| Basler Banvkerein (est. 1856 as Bankverein, renamed in 1872) \| \| \| \| \| \| Zürcher Bankverein (est. 1889) \| \| \| \| |
|                                         | \| \| Basler Banvkerein (est. 1856 as Bankverein, renamed in 1872) \| \| \| \| \| \| Zürcher Bankverein (est. 1889) \| \| \| \| |
|                                         | Basler Depositenbank (est. 1882)                                                                                                |
|                                         | |
|                                         | Schweiz Unionbank (est. 1889)                                                                                                   |
|                                         | |
|                                         | Basler Banvkerein (est. 1856 as Bankverein, renamed in 1872)                                                                    |
|                                         | |
|                                         | Zürcher Bankverein (est. 1889)                                                                                                  |
|                                         | |

|  | Basler Banvkerein (est. 1856 as Bankverein, renamed in 1872) |
|  |                                                              |
|  | Zürcher Bankverein (est. 1889)                               |
|  |                                                              |

|  | S. G. Warburg & Co. (est. 1946, acq. 1995) |
|  |                                            |
|  | Dillon, Read & Co. (est. 1832, acq. 1997)  |
|  |                                            |

|  | Paine & Webber (est. 1880)   |
|  |                              |
|  | Jackson & Curtis (est. 1879) |
|  |                              |

|                                                     | Blyth & Co. est. 1914 as Blyth, Witter & Co.                                                                                            |
|                                                     | |
| Eastman Dillon Union Securities & Co. (merged 1956) | \| \| Union Securities est. 1939 as spin-off from J. & W. Seligman & Co. \| \| \| \| \| \| Eastman Dillon & Co. (est. 1912) \| \| \| \| |
|                                                     | \| \| Union Securities est. 1939 as spin-off from J. & W. Seligman & Co. \| \| \| \| \| \| Eastman Dillon & Co. (est. 1912) \| \| \| \| |
|                                                     | Union Securities est. 1939 as spin-off from J. & W. Seligman & Co.                                                                      |
|                                                     | |
|                                                     | Eastman Dillon & Co. (est. 1912) |
|                                                     | |

|  | Union Securities est. 1939 as spin-off from J. & W. Seligman & Co. |
|  |                                                                    |
|  | Eastman Dillon & Co. (est. 1912)                                   |
|  |                                                                    |

|  | Paine & Webber (est. 1880)   |
|  |                              |
|  | Jackson & Curtis (est. 1879) |
|  |                              |

|                                                     | Blyth & Co. est. 1914 as Blyth, Witter & Co.                                                                                            |
|                                                     | |
| Eastman Dillon Union Securities & Co. (merged 1956) | \| \| Union Securities est. 1939 as spin-off from J. & W. Seligman & Co. \| \| \| \| \| \| Eastman Dillon & Co. (est. 1912) \| \| \| \| |
|                                                     | \| \| Union Securities est. 1939 as spin-off from J. & W. Seligman & Co. \| \| \| \| \| \| Eastman Dillon & Co. (est. 1912) \| \| \| \| |
|                                                     | Union Securities est. 1939 as spin-off from J. & W. Seligman & Co.                                                                      |
|                                                     | |
|                                                     | Eastman Dillon & Co. (est. 1912) |
|                                                     | |

|  | Union Securities est. 1939 as spin-off from J. & W. Seligman & Co. |
|  |                                                                    |
|  | Eastman Dillon & Co. (est. 1912)                                   |
|  |                                                                    |

- Tòa án tối cao của Pháp, Cour de Cassation, phán quyết chống lại UBS trong kháng cáo trốn thuế năm 2014 của họ.